# Aulodesmus oxygonus
Aulodesmus oxygonus är en mångfotingart som beskrevs av Peters 1862. Aulodesmus oxygonus ingår i släktet Aulodesmus och familjen Gomphodesmidae. Inga underarter finns listade i Catalogue of Life.